# 16273 Онілл
16273 Онілл (16273 Oneill) — астероїд головного поясу, відкритий 6 травня 2000 року.
Тіссеранів параметр щодо Юпітера — 3,587.